# Tunnel van Halle
De tunnel van Halle is een spoortunnel in de gemeente Halle in de provincie Vlaams-Brabant. De HSL 1 en de spoorlijnen 26, 94 en 96 gaan door deze tunnel.
Het station Halle is deels in de tunnel gelegen. Het glazen stationsgebouw met de enorme overkapping staan op het tunneldak. De tunnel loopt parallel met het kanaal Charleroi-Brussel. Ter hoogte van de Bospoortbrug, over het kanaal, loopt de N28 over de tunnel.